# Filmåret 2011

## Händelser
- 1 januari – Sverige avskaffar filmcensuren för vuxna.[1][2] Statens biografbyrå upphör och fastställandet av åldersgränser tas över av Statens medieråd.
- 18 september – Axel Peterséns långfilm Avalon får kritikerpriset för bästa debutfilm vid den internationella filmfestivalen i Toronto.

## Mest inkomstbringande filmer
| Rang | Titel                                           | Distribution         | Intäkter       |
| ---- | ----------------------------------------------- | -------------------- | -------------- |
| 1    | Harry Potter och dödsrelikerna – Del 2          | Warner Bros.         | $1 341 511 219 |
| 2    | Transformers: Dark of the Moon                  | Paramount            | $1 123 794 079 |
| 3    | Pirates of the Caribbean: I främmande farvatten | Disney               | $1 045 713 802 |
| 4    | The Twilight Saga: Breaking Dawn - Part 1       | Summit Entertainment | $712 205 856   |
| 5    | Mission: Impossible – Ghost Protocol            | Paramount            | $694 713 380   |
| 6    | Kung Fu Panda 2                                 | Paramount            | $665 692 281   |
| 7    | Fast & Furious 5                                | Universal            | $626 137 675   |
| 8    | Baksmällan del II                               | Warner Bros.         | $586 764 305   |
| 9    | Smurfarna                                       | Columbia             | $563 749 323   |
| 10   | Bilar 2                                         | Disney               | $559 852 396   |

## Årets filmer

### 0 – 9
- 2 steg från Håkan
- 30 Minutes or Less
- 5 Days of War
- 50/50

### A – L
- Á annan veg
- A Better Life
- A Dangerous Man
- A Dangerous Method
- Abduction
- Albert Nobbs
- Alvin och gänget 3
- Amors baller
- Apflickorna
- Aphrodite: Les Folies Tour
- Apornas planet: (r)Evolution
- The Art of Getting By
- Arthur
- The Artist
- At Night I Fly
- Atlas Shrugged: Part I
- Avalon
- Bad Teacher
- Baksmällan del II
- Beastly
- The Beaver
- Big Boys Gone Bananas!*
- Big Mommas: Sådan far, sådan son
- The Big Year
- Bilar 2
- The Black Power Mixtape 1967-1975
- Blood Out
- Bridesmaids
- The Cabin in the Woods
- Captain America: The First Avenger
- Carnage
- Colombiana
- Conan the Barbarian
- Cowboys & Aliens
- The Craigslist Killer
- Cyberbully
- The Darkest Hour
- Den som vakar i mörkret
- The Descendants
- Det lömska nätet
- Det är aldrig för sent Larry Crowne
- Det är en dag i morgon också
- Det är upp till dig
- Dolphin Tale
- Drive
- The Eagle
- El Médico – the Cubaton Story
- Elena
- En dag
- En enkel till Antibes
- En gång i Phuket
- En man med litet ansikte
- En oväntad vänskap
- Extremt högt och otroligt nära
- Farmors tatueringar
- Fast Five
- Final Destination 5
- Flickorna i Dagenham
- The Flowers of War
- For Lovers Only
- Fotbollens sista proletärer
- Friends with Benefits
- Friends with Kids
- Frihetens bittra smak
- Försvunnen
- Gerillasonen
- Getingdans
- The Girl with the Dragon Tattoo
- Gnomeo och Julia
- The Greatest Movie Ever Sold
- The Green Hornet
- Green Lantern
- Gränsen
- Han tror han är bäst
- Happy End
- Happy Feet 2
- Harry Potter och dödsrelikerna – Del 2
- Hick
- Hit So Hard
- Hobo with a Shotgun
- Hopp
- Hoppets hamn
- Horrible Bosses
- Hotell Gyllene Knorren – filmen
- Hugo Cabret
- The Human Centipede II (Full Sequence)
- The Hunter
- Hur många lingon finns det i världen?
- Husk
- I Am Number Four
- I Don't Know How She Does It
- Immortals
- In the Name of the King: Two Worlds
- In Time
- Inu to Anata no Monogatari
- Ironclad
- J. Edgar
- Jag saknar dig
- Jag är min egen Dolly Parton
- Jane Eyre
- Johnny English Reborn
- Jussi i våra hjärtan
- Justin Bieber: Never Say Never
- Jägarna 2
- Järnladyn
- Killer Elite
- Killer Joe
- Killing the Chickens to Scare the Monkeys
- Kokvinnorna
- Kronjuvelerna
- Kung Fu Panda 2
- Kyss mig
- Las Palmas
- Laxfiske i Jemen
- Limitless
- The Lincoln Lawyer
- Livet under en dag
- Love Always, Carolyn
- Love During Wartime

### M – Ö
- Maktens män
- Mammas comeback
- Mannen från Le Havre
- Margin Call
- The Mechanic
- Melancholia
- Midnatt i Paris
- Min låtsasfru
- Miss Representation
- Mission: Impossible 4 - Ghost Protocol
- Momo e no tegami
- Moneyball
- Monte Carlo
- Motståndets tid
- Mupparna
- My Week with Marilyn
- Människor helt utan betydelse
- Människor i solen
- Mästerkatten
- Nader och Simin - En separation
- Nalle Puhs film - Nya äventyr i Sjumilaskogen
- New Year's Eve
- Niceville[4]
- Nigerias blod
- Någon annanstans i Sverige
- Odjuret
- Our Idiot Brother
- Pangpangbröder
- Paranormal Activity 3
- Paul
- Pirates of the Caribbean - I främmande farvatten
- Play
- Poppers pingviner
- Prom
- The Quiet One
- Ra.One
- Rango
- Real Steel
- Red Riding Hood
- Rio
- Ritualen
- The Rum Diary
- Sanctum
- Savannens hjältar
- Scream 4
- Setup
- Shame
- Sharpay's Fabulous Adventure
- Sherlock Holmes: A Game of Shadows
- Simon och ekarna
- Smurfarna
- Som en Zorro
- Something Borrowed
- Soul Surfer
- Source Code
- Spy Kids 4D
- The Stig-Helmer Story
- Stockholm Östra
- Straw Dogs
- Sucker Punch
- Super 8
- Svensson, Svensson - i nöd och lust
- Så jävla metal
- Tadas Blinda. Pradžia
- Thor
- The Three Musketeers
- Tinker, Tailor, Soldier, Spy
- Tintins äventyr: Enhörningens hemlighet
- Transformers: Dark of the Moon
- The Tree of Life
- The Twilight Saga: Breaking Dawn - Part 1
- Tysta leken
- Unknown
- Uppe på vallmokullen
- Vi har en påve!
- Vi måste prata om Kevin
- Vi möts igen, min vän
- War Horse
- Warrior
- Water For Elephants
- What's Your Number?
- Without Men
- X-Men: First Class
- Zeitgeist: Moving Forward
- Zookeeper
- Åsa-Nisse – wälkom to Knohult[5]

## Avlidna
- 2 januari – Pete Postlethwaite, 64, brittisk skådespelare.
- 3 februari – Maria Schneider, 58, fransk skådespelare.
- 4 februari – Lena Nyman, 66, svensk skådespelare.
- 28 februari – Jane Russell, 89, amerikansk skådespelare.
- 23 mars – Elizabeth Taylor, 79, amerikansk skådespelare.
- 21 april – Annalisa Ericson, 97, svensk skådespelare.
- 27 maj – Jeff Conaway, 60, amerikansk skådespelare.
- 11 juni – Gunnar Fischer, 100, svensk filmfotograf, regissör och författare.
- 20 juni – Ryan Dunn, 34, amerikansk TV-personlighet.
- 23 juni – Peter Falk, 83, amerikansk skådespelare.
- 3 augusti – Ingrid Luterkort, 101, svensk skådespelare och regissör.
- 15 augusti – Sif Ruud, 95, svensk skådespelare och teaterpedagog.
- 20 september – Gaby Stenberg, 88, svensk skådespelare.
- 6 oktober – Birgit Rosengren, 98, svensk skådespelare.
- 2 november – Sickan Carlsson, 96, svensk skådespelare och sångare.
- 20 november – Lasse Brandeby, 66, svensk journalist, skådespelare och komiker.

### Fotnoter
1. ↑  ”Filmcensuren för vuxna är avskaffad”. Myndigheten för radio och tv. Arkiverad från originalet den 17 mars 2014. https://web.archive.org/web/20140317005431/http://www.radioochtv.se/Om-mediebranschen/Omvarldsbevakning/2011/Filmcensuren-for-vuxna-ar-avskaffad/. Läst 16 mars 2014.
2. ↑  Filmcensuren avskaffas Arkiverad 25 oktober 2011 hämtat från the Wayback Machine. Sydsvenskan, 3 december 2010
3. ↑  ”2011 Yearly Box Office Results”. Box Office Mojo. https://www.boxofficemojo.com/year/2011/?grossesOption=calendarGrosses. Läst 17 juli 2020.
4. ↑  IMDB, läst 23 april 2012
5. ↑  IMDB, läst 1 mars 2012